# 네아 살라미스 파마구스타 FC
네아 살라미스 파마구스타 FC(그리스어: Νέα Σαλαμίς Αμμοχώστου)는 키프로스의 파마구스타에 있는 프로 축구팀이다. 이 축구팀은 1974년 튀르키예의 키프로스 침공 이후부터 난민축구팀이 되었다. 따라서, 이 축구팀은 임시로 라르나카로 연고지를 옮겼다. 이 축구팀의 이름은 현재 파마구스타로 알려져 있는 고대 도시였던 살라미스[살라미나] (그리스어: Σαλαμίς)에서 딴 것이다.
이 팀의 가장 큰 업적은 1990년 Cypriot 컵 및 키프로스 FA Shield (슈퍼컵) 우승이다. 키프로스 1부 리그에는 3등까지 진출했다. 1948년부터 53년까지 첫 5년동안, 이 팀은 키프로스 아마추어 축구 협회 챔피언십에 참여했다. 1953년 이 팀은 키프로스 축구 협회에 가입했고, 관련된 경기에 꾸준이 참가했다. 이 팀은 키프로스 1부 리그에 50 시즌이상 참가했고, 7위를 기록하고 있다.
이 팀은 UEFA 컵 위너스 컵에 1990년 참가함으로써 처음 유럽과 경쟁하였고, 1995·97·2000년 UEFA 인터토토컵에 참가했다. 이 팀은 1948년 결성된 네아 살라미나 파마구스타 스포츠 클럽에 소속되어 있고, 이들의 모클럽은 남자 배구팀으로 활동 중이다.

## 참고 문헌
- Gavreilides, Michalis; Papamoiseos, Stelios (2001). 《Ένας αιώνας Κυπριακό ποδόσφαιρο》 [One century Cypriot football] (그리스어). Nicosia: The writer. ISBN 9963-8720-1-8.
- Meletiou, Giorgos (2011). 《Κυπριακό ποδόσφαιρο 1900–1960》 [Cypriot Football 1900–1960] (그리스어). Nicosia: Power Publishing. ISBN 978-9963-688-87-6.
- Stilianou, Pampos; Georgiou, Neofitos (1988). 《Νέα Σαλαμίνα, 40 χρόνια πρωτοπόρας αθλητικής πορείας》 [Nea Salamina, 40 years pioneering sports history] (그리스어). Cyprus: Nea Salamina Famagusta.
- Stilianou, Pampos (1998). 《50 χρόνια Νέα Σαλαμίνα 1948–1998》 [50 years Nea Salamina 1948–1998] (그리스어). Cyprus: Nea Salamina Famagusta. ISBN 9963-8370-0-X.
- Stephanidis, Giorgos (2003). 《40 χρόνια κυπριακές ομάδες στην Ευρώπη》 [40 years Cypriot teams in Europe] (그리스어). Nicosia: Haravgi. ISBN 9963-8841-1-3.

## 선수 명단

### 현역
- 니코스 멜리사스(2022 ~ )
- 피오린 두르미샤이(2023 ~ )